# Pobre diabla (telenovela peruana)
Pobre diabla es una telenovela peruana producida y emitida por la cadena América Televisión entre el 2000 y 2001. Protagonizada por Angie Cepeda y Salvador del Solar, y con las participaciones antagónicas de la primera actriz María Cristina Lozada, Vanessa Saba, María Angelica Vega, Sergio Galliani, Hernán Romero y Teddy Guzmán.
El libreto es una versión libre de la escritora cubana Delia Fiallo sobre una historia original de Alberto Migré y que cuenta con una adaptación de Ximena Suárez.

## Argumento
La humilde joven Fiorella Morelli (Angie Cepeda) conoce a Don Andrés Mejía Guzmán (Arnaldo André), un prestigioso empresario de mediana edad condenado a muerte por una grave enfermedad terminal recién diagnosticada. Don Andrés es un miembro de una de las familias más importantes de Lima y el dueño de la principal editorial de Perú, la Editorial América. Andrés se enamora de Fiorella y le pide matrimonio para pasar sus últimos meses de vida con ella. Sin embargo, Andrés no le cuenta nada a ella, ni a nadie sobre su enfermedad.
La feliz pareja se marcha de luna de miel a Europa. Tras su estancia, Andrés decide presentar a Fiorella ante su familia como su esposa; sin embargo, el destino tiene otros planes y muere justo antes de entrar a la casa, dejando a la pobre chica viuda. 
La familia Mejía Guzmán no se toma este hecho nada bien. La madre de Andrés, Doña Roberta (María Cristina Lozada), rechaza este matrimonio, y la repentina muerte de su primogénito hace que odie a Fiorella. Este odio aumenta cuando descubre que el testamento designa como únicos herederos de la fortuna familiar a Fiorella y a un hijo ilegítimo que tuvo con una antigua sirvienta. La única condición para que puedan heredar el dinero es que ambos herederos convivan en la mansión durante un año. 
Esta condición no resulta tan sencilla como parece; el hijo del fallecido, también llamado Andrés (Salvador del Solar), tampoco acepta a la esposa de su padre porque su madre siempre esperó que Andrés Padre fuera a buscarla, y que si no lo hacía era por su familia, hecho que pasó por alto para casarse con Fiorella.
Con la convivencia, esté rechazo se convierte poco a poco en amor, lo cual resulta casi más problemático. Sin embargo, como en toda telenovela que se aprecie, al final el amor será capaz de superar todos los obstáculos para triunfar.

## Reparto

### Principales
- Angie Cepeda como Fiorella Morelli vda. de Mejía Guzman
- Salvador del Solar como Andrés Mejía-Guzmán López
- Arnaldo André como Andrés Mejía-Guzmán Sancho
- Martha Figueroa como Patricia Mejía-Guzmán de Hernández-Marín
- Katia Condos como Paula Mejía-Guzmán Sancho
- Santiago Magill como Christian Mejía-Guzmán Sancho
- Vanessa Saba como Rebeca Montenegro
- Javier Valdés como César Barrios
- Julián Legaspi como Luis Alberto Miller
- Carlos Victoria como Oscar Sandoval
- Gianfranco Brero como Dr. Octavio Tapia
- Rossana Fernández Maldonado como Sandra Palacios
- Sergio Galliani como Garabán
- María Angélica Vega como Bárbara Matos
- Bruno Odar como Mario Paredes
- José Luis Ruiz como Joaquín Vallejo
- Haydeé Cáceres como Rufina Pérez
- Maricielo Effio como Ofelia Cáceres
- Caroline Aguilar como Nancy
- Gabriel Anselmi como José «Pichón» Guillén / «Pichón» Mejía-Guzmán Moncayo
- Silvana Arias como Carmen
- Mari Pili Barreda como Nini
- Ernesto Cabrejos como Pedro Jiménez
- Pilar Delgado como Frances
- Ramón García como Gaspar «Chato»
- Carlos Mesta como Juan Márquez
- Gian Piero Mubarak como Carlitos Hernández-Marín Mejía Guzmán
- Bettina Oneto como Soledad Guillén
- Ebelin Ortiz como Norma
- Lucía Oxenford como Patty Hernández-Marín Mejía Guzmán
- Norka Ramírez como Alicia
- Cecilia Rechkemmer como Silvana
- Angelita Velásquez como Mercedes «Meche» Farfán
- Érika Villalobos como Karina Linares
- Teddy Guzmán como Caridad López
- Camucha Negrete como Chabuca Flores de Morelli
- Ricardo Fernández como Luciano Morelli
- Hernán Romero como Diego Hernández-Marín
- Élide Brero como Amparo «Amparito» González
- Elvira de la Puente como Elvira Moncayo
- María Cristina Lozada como Roberta Sancho Dávila Vda. de Mejía-Guzmán

### Recurrentes e invitados especiales
- Jesús Delaveaux como Orzábal
- Gilberto Torres como Chaveta
- Javier Delgiudice
- Gabriela Billotti como Ana María Torreblanca
- Tatiana Espinoza como Ernestina
- Kareen Spano
- Miguel Medina como Malandro
- Carlos Alcántara como Ramón Pedraza
- Antonio Arrúe
- Karlos Granada como Padre Carlos
- María José de Zaldívar como Sor Angélica
- William Bell-Taylor
- Carlos Victoria como Sandoval
- Danny Rosales como El Zorro
- Chevy Yojhan como Pato
- Ignacio Baladán como El Gato
- Carlos Cano de la Fuente
- Pedro Olórtegui
- Eduardo Cesti
- Rubén Martorell
- Nicolás Fantinato

## Producción
- Producción: José Enrique Crousillat
- Novela original: Alberto Migré
- Versión Libre : Delia Fiallo
- Adaptación y Libretos : Ximena Suárez
- Maquillaje y peinados: Tula Espinoza
- Vestuario: María Lucía Carrillo
- Escenografía: Guillermo Isa
- Ambientación: Martha Méndez
- Edición: Giancarlo Paz
- Postproducción: José Antonio Cano
- Sonido: Eusebio Valdez, Eugenio Prado
- Musicalización: Jorge Tafur
- Postproducción de sonido: Manuel Oxenford, Armando Elías
- Iluminación de exteriores: Luís Cardoso
- Dirección de fotografía: Rafael Ruíz
- Dirección de exteriores: Danny Gavidia
- Dirección: Rubén Gerbasi
- Productora ejecutiva: Malú Crousillat

## Producciones relacionadas
- Pobre diabla (1973), producida por Proartel, Canal 13, dirigida por Alejandro Doria y protagonizada por Soledad Silveyra, Arnaldo André y China Zorrilla. La versión original se transmite entre marzo y noviembre de 1973 en Buenos Aires, con tal suceso que la convierte en un clásico de culto en la historia del teleteatro argentino. Soledad Silveyra hace una creación de su personaje al igual que China Zorrilla, que personifica a su madre y la lanza a la popularidad masiva.
  - Apertura de "Pobre diabla" (1973), "Concierto Nº 1" de Chopin Youtube
- Pobre diabla (1990), producida por Artear (Argentina) y Venezolana de Televisión, dirigida por Luis Manzo y protagonizada por Jeannette Rodríguez y Osvaldo Laport.
  - Tema de apertura de "Pobre diabla" (1990), interpretado por Maritza Rodriguez Youtube

## Transmisión internacional
La telenovela fue transmitida en Bolivia por el canal Bolivisión en el año 2001.